# 脊神经
脊神经（英文：spinal nerve）是脊椎动物神经系统内与脊髓相连的周围神经，负责脊髓和躯干间传递感官、运动、反射和交感/副交感信号。脊神经与源自颅内脑和脑干的脑神经相对应，两者均属周围神经系统。
与其它哺乳动物一样，人体有31对脊神经，即8对颈神经、12对胸神经、5对腰神经、5对骶神经和1对尾神经，分别对应脊柱颈椎、胸椎、腰椎、荐椎（骶骨）和尾椎的各个椎骨。每条脊神经均由脊髓灰质后角和前角发出的两股神经根组成——即由传入神经纤维组成的后根（背根）和由传出神经纤维组成的前根（腹根）。这两股神经根在其相对应椎骨后方侧面的椎间孔处汇合组成混合神经，在离开椎间孔后再混入交感神经纤维，然后分为腹侧与背侧两个分支后与其它相邻的脊神经交错形成神经丛并前往各个对应的体节和皮节。

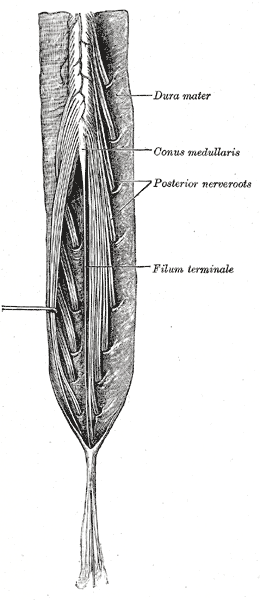
《格雷氏解剖学》中对“马尾”的图解

因为人的脊髓生长速度在胚胎发育时期就慢于脊柱，而且在婴儿时期会停止变长，所以成人的脊髓末端（髓锥）的位置大概在第一、二腰椎（L1/L2）之间。而脊神经仍要下降到相应的椎间孔才能离开脊柱，因此在第二腰椎高度以下的椎管内没有脊髓，只有一堆呈马尾状的并行神经束，在解剖学中就被称作“马尾”（cauda equina）。在第二腰椎以下的椎管狭窄也因此不会造成脊髓病变，而是会引发马尾症候群。